# Хаапсалу
Хаапсалу (на естонски Haapsalu) е град и община в Естония, административен център на област Ляяне. Тук се провежда „Августис блус“ фестивала.
Широко известна е хаапсалската дантела. Дантелата служи за украсяването на дрехите и допълненията, за изработка на покривки, салфетки и др.

## Население
- 1934 – 4649
- 1959 – 8567
- 1970 – 11 483
- 1979 – 13 035
- 1989 – 14 617
- 2004 – 11 876
- 2006 – 11 966 (5259 мъже и 6707 жени)

## Личности
Починали
- Ено Рауд (1928-1996), естонски писател

## Фотогалерия
- Езерото Кайзерлийк
- ЖП гарата и жп музеят в Хаапсалу
- Стара крепост в Хаапсалу
- Стара крепост
- Стара крепост